# 六勝亭
六勝亭（륙승정）位於朝鮮民主主義人民共和國平安北道寧邊郡的寧邊邑，始建于朝鲜王朝時代。據朝鮮古籍「寧邊邑志」記載，在公元1727年的秋季，首先挖出一個袋狀的荷花池塘，直至公元1728年的夏季 才修建亭臺，後來又被改建成主體正面三棟(7.62公尺)，側面二棟(4.44公尺)，北側中間加蓋一亭(3.16公尺 x 2.52公尺)，整體建築平面呈凸字形。置身其中，可以欣賞六種風光勝景：牡丹峰觀月(亭之東方)、南山落日(亭之南方)、藥山東臺動人笛聲(亭之西方)、訓練場上的練武聲、天柱寺的晚鐘及學校的讀書聲，所以得名，被譽為清川江以北樓亭之首。